# 菜菜緒
菜菜緒（日语：／ Nanao，1988年10月28日—） 本名「荒井菜菜緒」，日本女演员及時尚模特。身高172公分，體重46公斤，三圍80-57-83，以9頭身比例身材著称，血型O型。出身於埼玉縣大宮市（现埼玉市大宮區），现隶属PLATINUM PRODUCTION事务所。

## 簡介
2009年正式开展演艺事业，初期以时尚模特身份活跃，获《PINKY》杂志聘为专属模特。同年于東京Girls Collection时尚秀夺得"Miss TGC"冠军，次年（2010年）获选为"三愛泳裝形象女孩"并成为《non-no》杂志专属模特，凭借优越身形条件与时尚表现力奠定超模地位。
2013年通过出演富士电视台剧集《最後的灰姑娘》开启演员生涯，凭借剧中亮眼表现逐渐获得观众关注，为其后续影视发展奠定基础。

## 主要活動

### 雜誌
- PINKY（集英社 2009 - 2010年）
- non-no（集英社 2010年4月 - 2011年）
- GINGER（2011年5月 - ）

### 影像媒體

#### 綜藝節目
- バニラ気分!（富士電視台 - 2009年7月度）助理
- ブランディア〜うれしいことさがそう!〜（日本海電視台 2010年4月 - 2011年9月）MC
- くだまき八兵衛（東京電視台 2010年4月 - 2012年9月）準班底
- ハッピーMusic（日本電視台 2010年7月 - ）準班底
- サンデージャポン（TBS電視台 2011年4月 - ）不定期演出
- battle for money 戦闘中（富士電視台）（2012年5月19日、10月14日，2013年4月7日）
- run for money 逃走中（富士電視台）（2012年7月3日，2013年1月6日、13日）
- 解禁!暴露ナイト（東京電視台 2012年10月 - 2014年3月）班底
- みんなのKEIBA2011（富士電視台、中山競馬場開幕主持人）
- EXCITING TIME（富士電視台 2013年4月 - ）MC

#### 電視劇
- ウレロ☆未確認少女（東京電視台，2011年11月4日・12月2日）- 菜々緖 / 豊本13号
  - ウレロ☆未完成少女（東京電視台，2012年9月7日）- ミネルバ / 豊本13号
- 多半在哭泣（日语：主に泣いてます#テレビドラマ）（富士電視台，2012年7月7日 - 9月8日） - 主演・紺野泉
- 幸運7人组SP（富士電視台，2013年1月3日） - 春香
- 最後的灰姑娘（富士電視台，2013年4月11日 - 6月20日） - 大神千代子
- Miss PILOT（富士電視台，2013年10月15日 - 12月24日） - 鈴木倫子
- 星新一推理劇場SP（日语：星新一ミステリーSP）「程度的問題」（富士電視台，2014年2月15日）  -
- FIRST CLASS（富士電視台，2014年4月19日 - 6月21日） - 川島玲實繪
  - フェイクドキュメンタリー「I AM REMIE〜敏腕編集者レミ絵の多忙な1日〜」（2014年10月2日〈1日深夜〉）
  - 時尚惡魔2（2014年10月15日 - 12月24日）
- 真實的恐怖故事（富士電視台）
  - 毛骨悚然撞鬼經驗 15周年特別篇「請給我手臂」（2014年8月16日） - 中川雅美
  - 夏の特別編2018「毟り取られた居場所」（2018年8月18日） - 主演・村田久美子
- Tiffany特別電視劇 夏季结束时，我戀爱了。（日语：夏の終わりに、恋をした。）（富士電視台，2014年9月26日） - 竹內七海
- 派遣女醫X3 第9話（朝日電視台，2014年12月4日） - 九重真耶
- 影子寫手（富士電視台，2015年1月13日 - 3月17日） - 塚田真奈美
- 純白（TBS電視台，2015年1月13日 - 3月17日） - 羽野明日香
- 江戶盜賊團雙雄（WOWOW，2015年6月13日 - 7月11日） - 阿紺
- 戀愛中會有的事「辦公室戀愛會有的事」（富士電視台，2015年6月24日）
- HEAT（關西電視台，2015年7月7日 - 9月1日） - 結城繪里
- 私たちがプロポーズされないのには、101の理由があってだな Season2 第1話（LaLa TV，2015年9月2日）- 主演・美園
- 警報 刑警×女友×完全惡女（富士電視台，2015年10月20日 - 12月15日） - 橘加拉
- 怪盜偵探 山貓（日本電視台，2016年1月16日 - 3月19日） - 霧島櫻
- 臨床犯罪學者 火村英生的推理 第6話（日本電視台，2016年2月21日） - 霧島櫻
- 有喜歡的人（富士電視台，2016年7月11日 - 9月19日） - 高月楓
- 女城主 直虎（NHK大河劇，2017年） - 築山殿
- A LIFE〜深愛的人〜（TBS，1月15日 - 3月19日） - 榊原實梨
- 我命中注定的人（日本電視台，2017年4月15日 - 6月17日） - 四谷三惠
- BG～身邊警護人～（朝日電視台，2018年1月18日 - 3月15日） - 菅沼麻友
  - BG～身邊警護人～ 第二季（朝日電視台，2020年6月18日 - 7月30日） - 菅沼麻友
- Miss Devil～人事的惡魔 椿真子（日本電視台，2018年4月14日 - 2018年6月16日） - 主演・椿眞子
- Legal V～前律師·小鳥遊翔子～（朝日電視台，2018年10月11日 - 12月13日） - 白鳥美奈子
- 破案神手（TBS，2019年4月12日 - 2019年6月21日）- 牧野巴
- 4分鐘的金盞菊（TBS，2019年10月11日 - 12月13日 ）- 花卷沙羅
- 七人的秘書（朝日電視台，2020年10月22日 - 12月10日） - 長谷不二子[11]
- Oh! My Boss!戀愛在別冊（TBS，2021年1月12日 - 2021年3月16日） - 寶來麗子
- TOKYO MER～行動急診室～（TBS，2021年7月4日 - 9月12日） - 藏前夏梅
  - TOKYO MER～行動急診室～ 完全新作SP—隅田川ミッション—（2023年4月16日）- 藏前夏梅
- 言靈莊 第9話（朝日電視台，2021年12月11日） - 須貝空
- 女王偵訊室 新春SP（朝日電視台，2022年1月3日） - 松原しおり
- The Travel Nurse （朝日電視台，2022年10月20日 - 12月8日） - 郡司真都
- 忍者結婚很難（富士電視台，2023年1月 - 3月16日） - 主演・草刈螢
- 無能之鷹（朝日電視台，2024年10月11日 - 11月29日） - 主演・鷹野ツメ子

#### 電影
- 白雪公主殺人事件（2014年3月29日、松竹） - 三木典子 [12]
- 神在峇里島（2015年1月17日、Phantom Film） - 香奈
- 王牌大騙局（2015年4月1日、東寶） - 麗子
- 蚱蜢（2015年11月7日、KADOKAWA・松竹） - 比與子
- 永別了 危險刑警（2016年1月30日、東映） - 夏海
- 土龍之歌 香港狂騷曲（2016年12月23日、東寶）- 黃蜂
- 狼少女與黑王子（2017年5月28日、日本華納兄弟）- 佐田憐香
- 銀魂（2017年7月14日、日本華納兄弟） - 來島又子
- 假面飯店（2019年1月18日、東寶）- 安野繪理子
- 阿宅的戀愛太難（2020年2月7日、東寶）- 小柳花子
- 地獄花園（2021年5月21日、日本華納兄弟） - 安藤朱里
- 七人的秘書 THE MOVIE（2022年10月7日、東寶）- 長谷不二子
- 電影版TOKYO MER：行動急診室（2023年4月28日、東寶）- 藏前夏梅
- 怪物伐木工（2023年12月1日、日本華納兄弟）- 戶城嵐子
- CANDLESTICK（2025年7月4日、T-JOY）- 杏子
- 電影版TOKYO MER：行動急診室 南海任務（2025年8月1日、東寶）- 藏前夏梅

#### 配音
- 特種部隊2：正面對決（2013年6月8日） - 「珍夫人」珍·貝納（日語配音）[13]
- 航海王電影：GOLD（2016年7月23日、東映） - 芭卡拉
- 無敵破壞王2：網路大暴走（2018年12月21日） - 神力（日語配音）
- 劇場版美少女戰士Eternal（2021年1月8日、2月11日、東映） - 納莉尼亞女王

#### 电子游戏
- 妖怪手表3（2016年，任天堂3DS）- 卡库丽（カクリー）

### 廣播節目
- イマドキッ シーズン2（MBS廣播 2009年11月8日 - 2010年4月11日）
- われらイマドキッ!〜DOKIDOKI商品研究所〜（MBS廣播 2010年4月24日 - 10月2日）

### 廣告
電視廣告
- イチジク製薬 - 「Resetch（リセッチ）」（2012年）
- 新生銀行カードローン レイク（2012年）
- KDDI au三太郎系列（2015年） - 乙姫

海報
- 建設業労働災害防止協会（2012年）[14]
- FiveStar Wedding - 理沙

品牌大使
Givenchy 日本品牌大使（2023年）

## 發行作品

### CD（G☆RACE）
- SUPER EUROBEAT presents SUPER GT 2010（avex trax 2010年4月28日） 曲名「FLY HIGH!!」
- SUPER EUROBEAT presents SUPER GT 2010 -Second Round-（avex trax 2010年9月8日） 曲名「FLY AGAIN」

### 其他
- DVD：『FOUR O‘CLOCK』（2010年、イーネットフロンティア）[16]

## 書籍

### 雑誌連載
- PINKY（2009年 - 2010年、集英社）
- non-no（2010年4月 - 2011年?Template:要出典、集英社）
- GINGER（2011年5月 - 、幻冬舎）

### 时尚书
- 菜々緒スタイルブック（2012年、幻冬舎、ISBN 9784344022560）[17]

### 写真集
- 1028_24 菜々緒 超絶美脚写真集（2012年、幻冬舎、ISBN 978-4344022577）[18]
- DIVINE（2023年、講談社、ISBN 978-4065290132）[19]

## 得獎紀錄
| 年份   | 大賞名稱                | 獎項       | 作品                    |
| ------ | ----------------------- | ---------- | ----------------------- |
|        | 年度賽車皇后(09-10)     | -          | -                       |
| 2012年 | 素足Beauty Award        | -          | -                       |
| 2012年 | 美甲女王                | 模特兒部門 | -                       |
| 2014年 | 第81回日劇學院賞        | 助演女優賞 | FIRST CLASS             |
| 2015年 | 第2回CONFiDENCE日劇大獎 | 助演女優賞 | 警報 刑警×女友×完全惡女 |
| 2015年 | 第87回日劇學院賞        | 助演女優賞 | 警報 刑警×女友×完全惡女 |
| 2019年 | 第101回日劇學院賞       | 助演女優賞 | 破案神手                |
| 2021年 | 第107回日劇學院賞       | 助演女優賞 | Oh My Boss!戀愛放別冊   |
| 2021年 | 第109回日劇學院賞       | 助演女優賞 | TOKYO MER～行動急診室～ |

## 外部連結
- 菜々緒 官方網站 （页面存档备份，存于）
- 菜々緒 官方Blog （页面存档备份，存于）
- 菜菜緒的X（前Twitter）
- 菜菜緒的Instagram帳戶